# Hermann Braun
Hermann Braun (ur. 1 listopada 1917 w Nowym Jorku, zm. 20 stycznia 1945 w okolicach Łodzi) – niemiecki aktor kina III Rzeszy, porucznik Wehrmachtu.

## Życiorys
Uczęszczał do szkoły teatralnej w Berlinie, a następnie pracował w Stadttheater Bochum. Później znalazł zatrudnienie w Kleines Haus Staatstheater Berlin, gdzie pracował m.in. pod dyrekcją Gustafa Gründgensa. Jako przystojny blondyn, odpowiadał ideałowi Aryjczyka w kinie III Rzeszy. Z tego powodu obsadzano go głównie w filmach tendencyjnych, przedstawiających młodych mężczyzn w mundurach. 

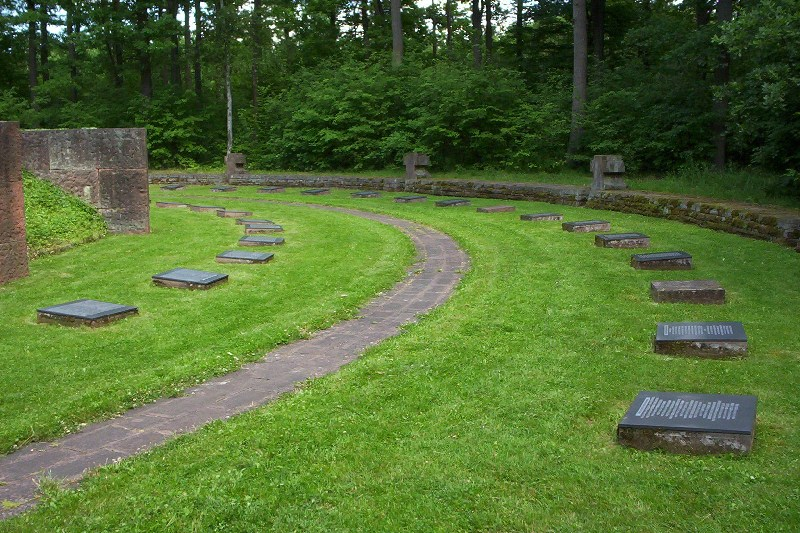
Nagrobki niemieckich żołnierzy z II wojny światowej na cmentarzu w Joachimowie-Mogiłach

Początkowo był przewidziany do roli Heiniego Völkera w Hitlerjunge Quex, jednak w związku z chorobą, rolę tę zagrał Jürgen Ohlsen, a Braun zagrał rolę drugoplanową. Był głównym partnerem filmowym Poli Negri w Pobożnym kłamstwie (1938). Grał również w filmie Emila Janningsa Traumulus (1935) i w Jugend (1938) w reżyserii Veita Harlana. Jego ostatnim filmem był Kleine Mädchen – große Sorgen (1941), w którym wystąpił u boku Hannelore Schroth.
W przeciwieństwie do ojca, Carla Brauna, sympatyka nazistów i członka Kampfbund für deutsche Kultur, był sceptyczny wobec polityki III Rzeszy, w związku z czym został zmuszony do rezygnacji w kontrolowanym przez nazistów niemieckim przemyśle filmowym. Został zmobilizowany do niemieckiej armii, początkowo jako członek zespołu Berlińskiego Teatru Żołnierskiego, który miał zabawiać żołnierzy Wehrmachtu. Następnie walczył na froncie wschodnim, gdzie awansował do stopnia porucznika. Prawdopodobnie ranny 18 stycznia, zmarł 20 stycznia 1945 podczas działań wojennych w pobliżu Łodzi.

### Życie prywatne
Syn śpiewaka operowego – Carla Brauna i aktorki teatralnej w Teatrze w Lubece – Gertrude Botz, brat aktorki Anne-Mary Braun.
Pochowany został na Niemieckim Cmentarzu Wojennym Joachimów-Mogiły. Według Niemieckiego Związku Ludowego Opieki nad Grobami Wojennymi (niem. Volksbund Deutsche Kriegsgräberfürsorge) ciało Hermanna Brauna nie zostało zidentyfikowane, dlatego też został pochowany jako nieznany żołnierz niemiecki.

## Filmografia
- 1933: Hitlerjunge Quex – członek Hitlerjugend
- 1933: Der Jäger aus Kurpfalz(inne języki)
- 1934: Ferien vom Ich(inne języki)
- 1934: Punks kommt aus Amerika(inne języki)
- 1935: Achte mir auf aufs Gakeki
- 1935: Traumulus(inne języki)
- 1936: Ritt in die Freiheit(inne języki)
- 1938: Jugend(inne języki)
- 1938: Pobożne kłamstwo(inne języki) – Cecil Lasko
- 1938: Was tun, Sibylle?(inne języki)
- 1939: Verwandte sind auch Menschen(inne języki)
- 1939: D III 88(inne języki)
- 1940: Der Fuchs von Glenarvon(inne języki)
- 1940: Kampfgeschwader Lützow – starszy kapral Robert Eckhard
- 1941: Kleine Mädchen – große Sorgen(inne języki)[2]